# Windmotor Enumatil
De Windmotor Enumatil is een poldermolen nabij het Groninger dorp Enumatil, dat in de Nederlandse gemeente Westerkwartier ligt. De molen is een kleine Amerikaanse windmotor met een windrad van 18 bladen. Hij staat op particulier terrein aan de zuidzijde van het Hoendiep, ongeveer een kilometer ten zuidoosten van Enumatil.